# Ritmo Urbano
Ritmo Urbano es una revista sobre Hip hop, Rap, Música, Entrevistas, Reportajes y más. Nacida en diciembre de 2009, es la revista número uno sobre hip hop en México. Su publicación es mensual y contiene un póster de artistas de hip hop del mes en la parte de atrás.
Es publicada por su propia editorial: Ritmo Urbano.

## Secciones
- Noticias
- Videos
- Discos
- Eventos
- Entrevistas
- Reportajes